# Konijnenmestspikkelschijfje
Het konijnenmestspikkelschijfje (Ascobolus michaudii) is een schimmel behoren tot de familie Ascobolaceae. Het leeft saprotroof op konijnenkeutels.

## Kenmerken
De apothecia zijn 0,8-2,0 mm in diameter, aanvankelijk bolvormig, later uitspreididen. Ze leven in groepen of verspreid. Ze zijn gedeeltelijk verzonken in het substraat of op het oppervlak ervan. Het binnenste (hymeniale) oppervlak is citroengeel, vlak of hol, wanneer het rijp is, bezaaid met zwarte uitstekende uiteinden van de zakjes. De rand is helder, gekarteld. 
Het hypothecium is dun, samengesteld uit langwerpige cellen. Het binnenste deel van het excipulum is van het textuur angularis-type, het buitenste deel is globulosa-angularis, samengesteld uit cellen van 6,5–15,5 x 7,5–12,5 μm, met hyfoïde haren. De asci zijn 8 sporig, breed cilindrisch, met een koepelvormige top en korte steeltjes en meten 159–224 x 20,5–23,7 µm, zwak amyloïde. Enkele of onregelmatige ascosporen met twee rijen en meten 20,1–21,4 x 9,7–11,0 µm, Q = 1,85–2,22; ellipsvormig, bolvormig, gelijkzijdig aan de uiteinden, glad, aanvankelijk glazig, paars als ze rijp zijn, uiteindelijk bruin. Episporium met (1)2–5 longitudinale of schuine, zelden verbindende spleten aan elke kant, met een eenzijdige gelatineuze omhulling. De parafysen zijn talrijk, groter dan de asci, cilindrisch, 2,5-4,0 µm in diameter, recht of soms vertakt, met scheidingswanden, soms gezwollen aan de uiteinden, die gelige gutula bevatten.

## Verspreiding
In Nederland komt het konijnenmestspikkelschijfje zeldzaam voor.

## Foto's

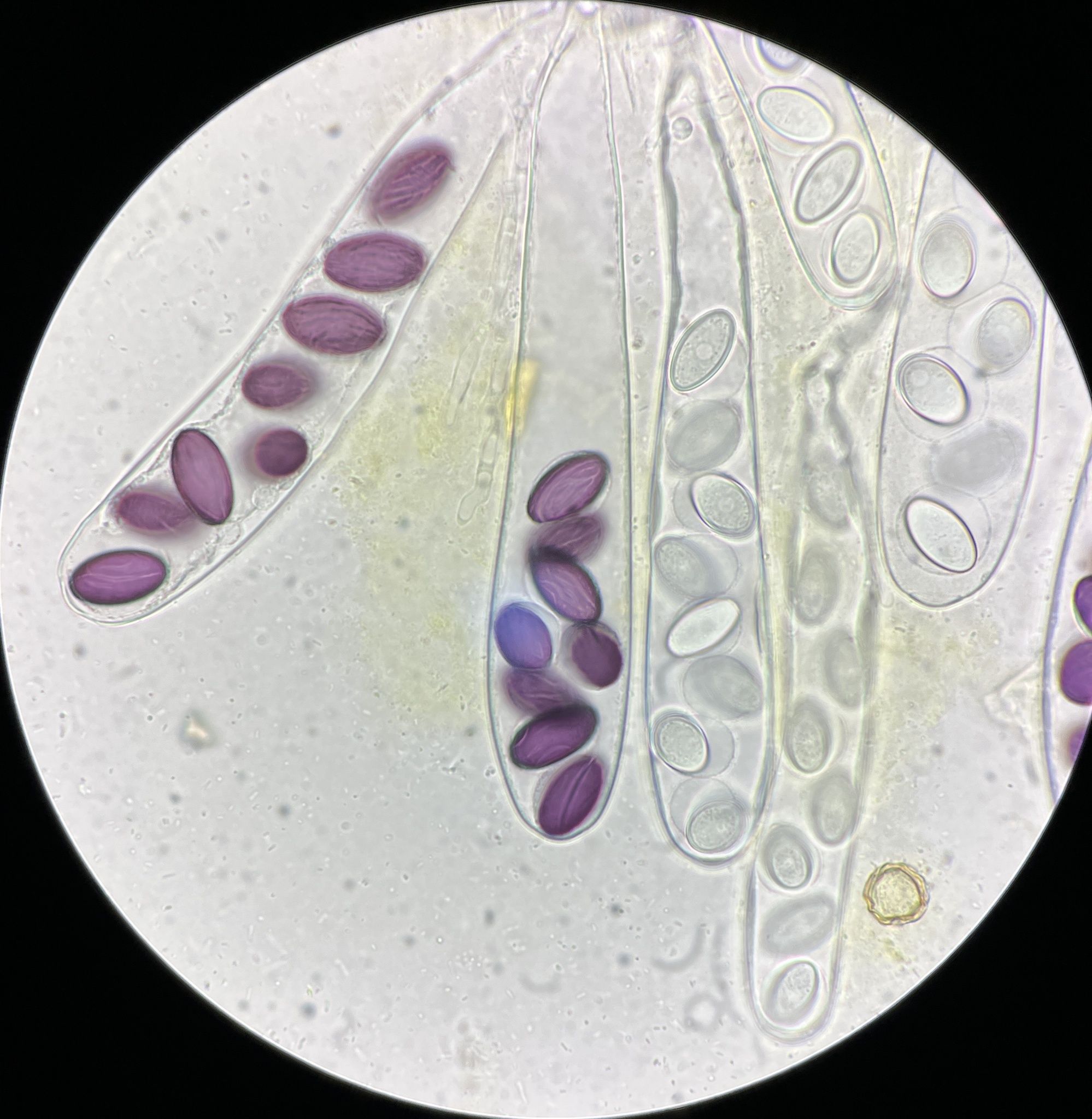
Asci met sporem
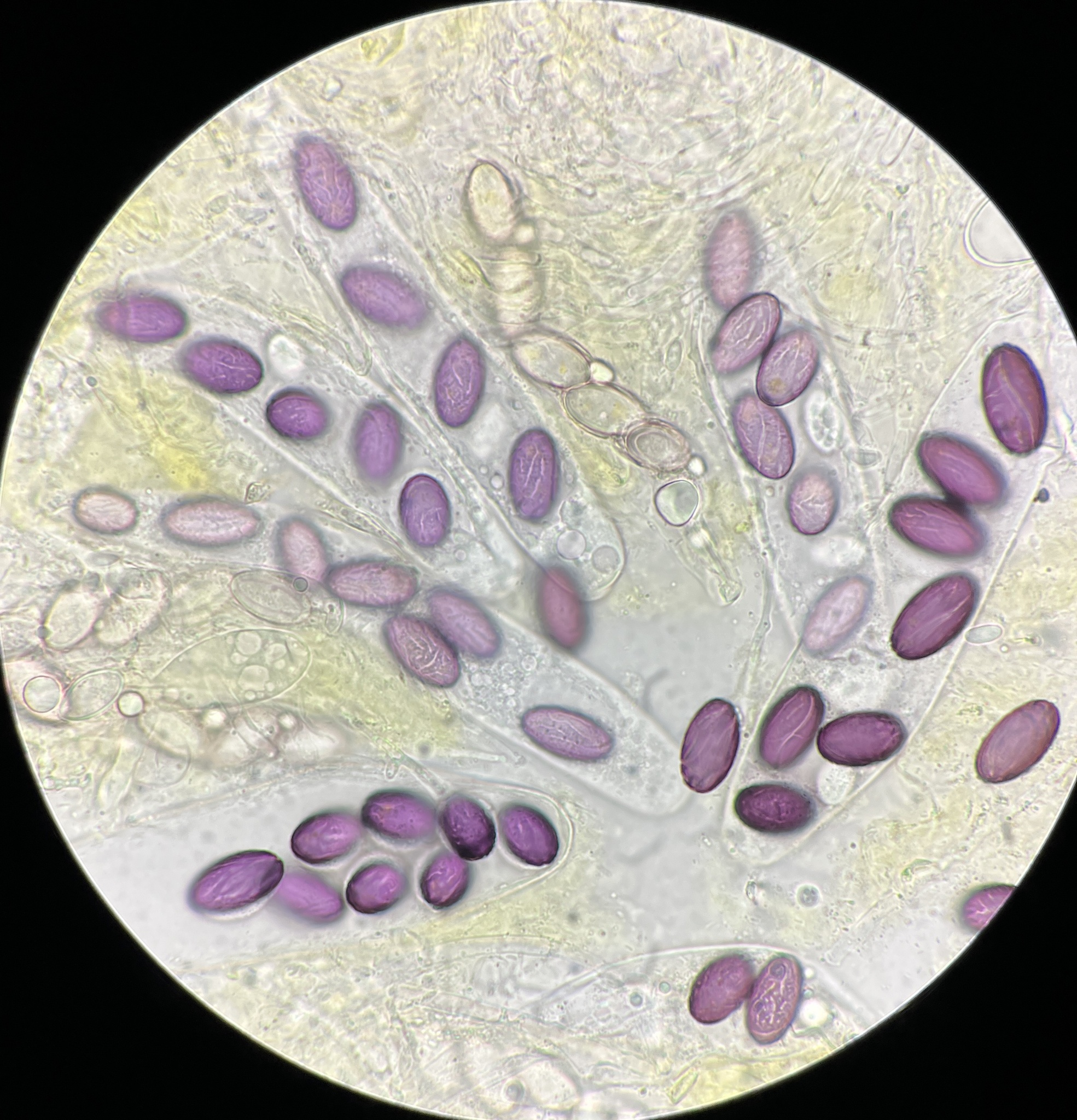
Asci met sporen
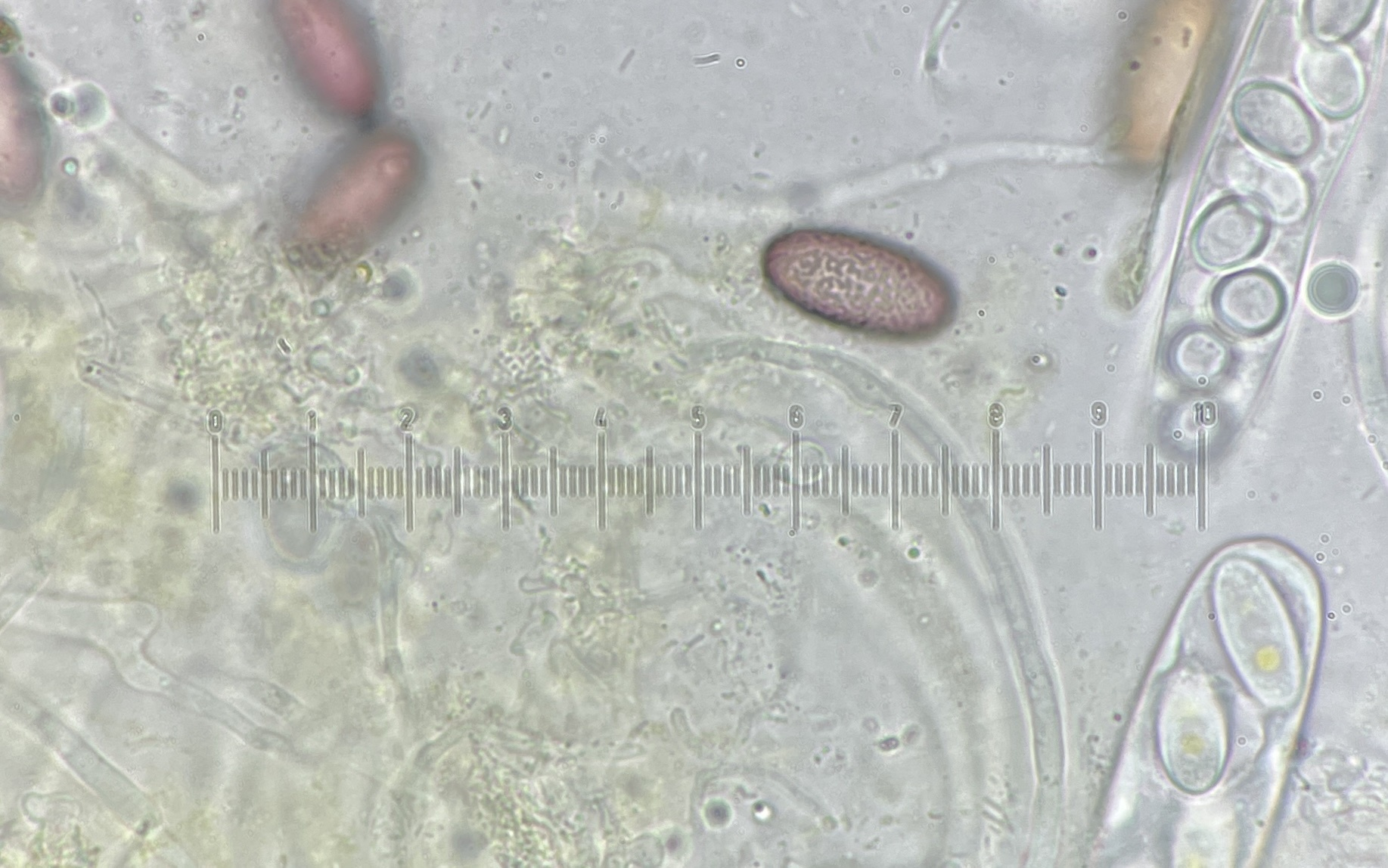
Spore